# Katakwi (district)
Katakwi is een district in het oosten van Oeganda. Katakwi telt 123.215 inwoners op een oppervlakte van 2428 km².
Het district werd opgericht in 1997. In 2005 werd het westelijk deel van het district afgesplitst om het district Amuria op te richten.

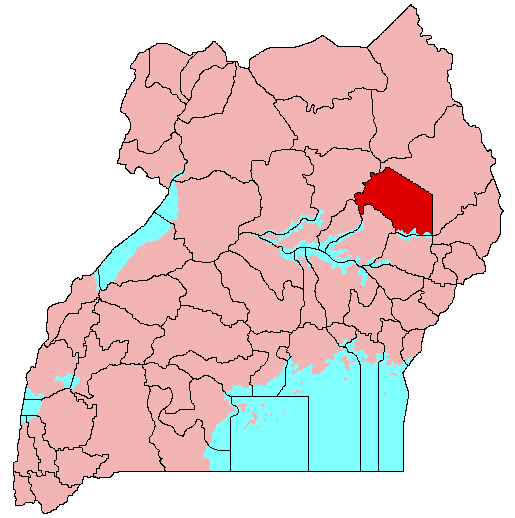
Het district voor het werd opgesplitst